# Joseph Balsamo
Joseph Balsamo oder auch Giuseppe Balsamo (sein Pseudonym war Alessandro Graf von Cagliostro, * 1743, † 1795) ist der erste Teil der vierbändigen Romanreihe Memoiren eines Arztes des französischen Autors Alexandre Dumas, zu der auch Das Halsband der Königin, Ange Pitou und Die Gräfin von Charny gehören, die Dumas, beginnend mit Joseph Balsamo, zwischen 1846 und 1855 in den Feuilletons der Pariser Zeitung La Presse veröffentlichte.

## Inhalt
Frankreich 1769. In den letzten Regierungsjahren von Ludwig XV. und seiner Mätresse Madame Dubarry hat der französische Königshof in Versailles den Höhepunkt eines in Dekadenz und Willkürherrschaft umschlagenden Absolutismus erreicht. Der Rokokohof versinkt in einem Morast von Skandalen und Konspiration. Der Dubarry ist nichts wichtiger als die Anerkennung ihrer Position durch eine förmliche „Vorstellung“ im Kreise des alten Adels. Dafür mobilisiert sie mit Hilfe ihres Bruders alle Mittel der Schmeichelei und der Bestechung.
Madame Dubarry muss sich mit ihrem Vorhaben beeilen. Denn in einem beispiellosen Triumphzug rollt bereits die Karosse von Marie-Antoinette durch Frankreich. Die österreichische Kaisertochter, deren Mutter Maria Theresia ist, kommt zu ihrer Vermählung mit dem französischen Dauphin, dem Kronprinzen und Enkel Ludwigs XV. nach Paris. Von dieser habsburgischen Prinzessin wird nämlich etwas mehr Sittenstrenge erwartet, als am französischen Hof bisher üblich ist.
Auf einem Zwischenhalt im Schloss des verarmten Grafen von Taverney schließt die junge Dauphine die Bekanntschaft dreier Persönlichkeiten, die ihren Lebensweg fortan aufs Engste begleiten und in kaum vorstellbarem Maße mitbestimmen werden.
- Zum ersten Philippe von Taverney. Der junge Chevalier, der sein Herz am rechten Fleck trägt, ist der erste Franzose, dem die Prinzessin auf französischem Boden begegnete, weshalb sie beschlossen hat, sein Glück zu machen.
- Zum zweiten Andrée von Taverney, Philippes Schwester. Die jugendliche Unschuld ihres Charakters nimmt Marie-Antoinette, damals auch gerade erst 15 Jahre, für sich ein. Die Prinzessin nimmt Andrée und ihre Dienerin Nicole, die der Königin zum Verwechseln ähnlich sieht, mit sich nach Paris.
- Zum dritten begegnet Marie-Antoinette im Schloss Taverney dem Schwarzkünstler Giuseppe Balsamo, alias Cagliostro, alias Acharat, dessen rätselhafte Prophezeiungen, wo immer er auftaucht, für Verwirrung und Erstaunen sorgen.

Während die dekadente, feine Gesellschaft am Versailler Königshof über die Identität des geheimnisvollen Mannes ebenso grübelt, wie sie sich über seine Taschenspielereien amüsiert, bemerkt jedoch niemand, wie Balsamo zwischen Machthabern, Günstlingen und koketten hohen Damen ein unsichtbares Netz von Intrigen spinnt.

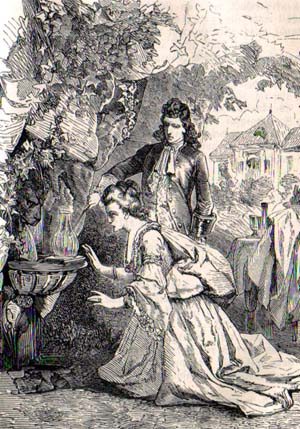
Der Schwarzkünstler Giuseppe Balsamo, alias Cagliostro sagt der Dauphine in einer Karaffe eine düstere Zukunft voraus

Als Führer einer Freimaurerloge nämlich konspiriert der Magier, dessen schwarze Augen jeden in seinen Bann ziehen, gegen diese verachtungswürdige, verblendete Hofaristokratie, deren Untergang er sein Leben verschrieben hat. Für das Erreichen seines Zieles einer weltweiten Würdigung des Ideals „Freiheit, Gleichheit, Brüderlichkeit“ glaubt er bereit zu sein, seine Ehre, sein persönliches Glück und auch jenes seiner Mitmenschen aufopfern zu können.
Die Liebe seiner Gattin Lorenza, deren wechselhafter Charakter Balsamo und seine politischen Pläne ein ums andere Mal der größten Gefahr aussetzt, belehrt ihn schließlich eines Besseren. Sein alter, hartherziger Meister Althotas, der seinen Schüler Arachat auf seinen Reisen stets begleitete, ihm das Wissen über die Welt und die Alchemie vermittelte und ihn die Kunst der Hypnose lehrte, sucht das ewige Leben. Sein engstirniger Egoismus, für die Ewigkeit jeden Preis zu zahlen und kein noch so grausames Mittel auf seinem Weg zur Unsterblichkeit zu scheuen, zerstört Balsamos eben aufblühendes wahres Glück und treibt ihn fast in den Selbstmord.
Gilbert, ein junger Mann aus dem Volke, Schüler von Jean-Jacques Rousseau und heimlich verliebt in die schöne Andrée, dessen Schicksal Balsamo auf jähe Weise mitbestimmt, gibt ihm mit seinem unerschütterlichen Glauben an eine bessere, gerechtere Welt seinen Lebensmut wieder, bezahlt seinen wirklichkeitsfernen Optimismus jedoch, eines schrecklichen Verbrechens wegen auf die Azoren geflüchtet, mit dem Leben.
Im Mai 1774, mit dem Tode Ludwig XV., endet der Roman und findet seine Fortsetzung 8 Jahre später im Winter des Jahres 1781, im Halsband der Königin.

## Verfilmungen
- Im Rahmen einer internationalen Koproduktion wurde Joseph Balsamo in den 1970er Jahren als Fernsehmehrteiler umgesetzt. In Frankreich wurde die entsprechende filmische Umsetzung des Dumas-Romans als sehr gelungen gefeiert. Die deutschen Produzenten sahen das nicht so. Aus der ursprünglichen 360-Minuten-Fassung für das französische Fernsehen schnitt Walter Ulbrich mit Cagliostro eine fast völlig neue Geschichte zusammen.

## Hörbuch
Eine ungekürzte Lesung des Romans in historischer Übersetzung wurde vom Lilyla-Verlag herausgebracht, gelesen von Stefan Senf.